# 广州南方学院
广州南方學院（英語：Guangzhou Nanfang College）是位于中华人民共和国廣東省廣州市從化區的一所民办本科普通高等学校。

## 历史
2006年10月15日，中山大学南方学院成立，属本科层次普通高等学校（独立学院）。学院由中山大學和廣東珠江投資集團共同投资創辦，有来自台湾以及海外的优秀教师队伍，师资多元。
2016年，学校入選廣東省普通本科轉型試點高校。
2020年，7月21日，广东省教育厅发布公示，同意按程序由广东省人民政府向教育部申报将中山大学南方学院转设为“广东南方学院”；11月11日，教育部发展规划司发布《关于拟同意设置本科高等学校的公示》，拟定同意中山大学南方学院转设为广州南方学院；12月18日，经中华人民共和国教育部批准，中山大学南方学院脱离中山大学管理，由独立学院转设为民办普通高等学校，并更名广州南方学院，由广东珠江投资股份有限公司全资持有。
2021年，广东省学位委员会公布了《广东省学位委员会关于调整省博士硕士学位授予立项建设单位的通知》（粤学位函〔2021〕3号），确定广州南方学院为广东省硕士学位授予立项建设单位之一。
2024年4月，校长一职由中国科学院院士汤涛担任，广州南方学院成为广东第二所由院士担任校长的民办高校。

## 外部連結
- 廣州南方學院官网 （页面存档备份，存于）